# Nyctemera varians
Nyctemera varians är en fjärilsart som beskrevs av Walker 1854. Nyctemera varians ingår i släktet Nyctemera och familjen björnspinnare. Inga underarter finns listade i Catalogue of Life.